# Roberto Bonini
Roberto Bonini (* 29. Januar 1934 in Ostiglia; † 3. Mai 2005) war ein italienischer Rechtswissenschaftler, Rechtshistoriker und Hochschullehrer an der Universität Bologna.

## Leben
Bonini beendete 1956 sein Studium der Rechtswissenschaften an der Universität Bologna mit der Tesi di laurea über teilbare und unteilbare Obligationen im Römischen Recht. Anschließend arbeitete er in Bologna als wissenschaftlicher Assistent von Ugo Brasiello, später bei Enzo Nardi und Giuseppe Ignazio Luzzatto. Unter Luzzatto erwarb Bonini 1964 die libera docenza, die es ihm erlaubte, an Universitäten zu lehren. So nahm er in der Folge erste Lehraufträge an den Universitäten Modena und Sassari wahr, bevor ab 1966 als außerordentlicher Professor in Modena tätig war. Ab 1976 lehrte und forschte er als ordentlicher Professor für Römisches Recht an der Universität Bologna. Dort war er für sechs Jahre Direktor des Istituto Giuridico, von 1983 bis 1992 war er Dekan der Bologneser rechtswissenschaftlichen Fakultät. Zu Beginn der 1990er Jahre verlagerte Bonini seinen Forschungsschwerpunkt und wechselte auf den Lehrstuhl für italienische Rechtsgeschichte in Bologna. 2005 erlag er den Folgen seiner Parkinson-Erkrankung. Bonini war Ehrendoktor der Universität Granada.

## Werke (Auswahl)
Bonini forschte und publizierte zu Beginn seiner Forschungslaufbahn überwiegend zum Römischen Recht, insbesondere zum Zeitalter Justinians. Später widmete er sich zunehmend der modernen Kodifikationsgeschichte und der modernen italienischen Rechtsgeschichte.
- Ricerche di diritto giustinianeo. Giuffrè, Mailand 1968 (italienisch).
- Introduzione allo studio dell’età giustinianeo. Pàtron, Quarto Inferiore 1977 (italienisch).
- Contributi di diritto giustinianeo. Giuffrè, Mailand 1990 (italienisch).
- Il diritto privato e le sue fonti dall’illuminismo alla fine del Regno Napoleonico d’Italia. Giuffrè, Mailand 1990 (italienisch, posthum veröffentlicht).